# Torre de los Moros (Cinctorres)

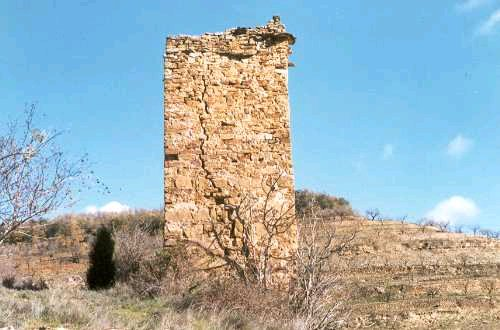
Torre de los Moros.

La Torre de los Moros situada en la Partida de les Torretes del término municipal de Cinctorres (Provincia de Castellón, España) es una torre auxiliar de arquitectura medieval de la cual se desconoce la fecha de construcción. Tradicionalmente se considera una de las cinco torres a las que se refiere la toponimia de Cinctorres.
Se trata de una torre de planta cuadrangular, de 3'60x3'70 m, con portal adintelado al Norte. Cuenta con restos visibles de cuatro plantas: lª planta baja de servicios con portal de exterior ; 2ª Principal con ventanero hacia mediodía ; 3ª Dormitorio ; 4ª Planta de conocimiento. En su interior el acceso a las plantas altas se realiza mediante una escalera de caracol con peldaños sueltos incrustados en la parte interior de los muros, hoy prácticamente desaparecida. Los muros están realizados con mampostería tomada con mortero de cal.